# سیسکا فولکرتسما
سیسکا فولکرتسما (انگلیسی: Sisca Folkertsma؛ زادهٔ ۲۱ مهٔ ۱۹۹۷) بازیکن فوتبال اهل پادشاهی هلند است.
وی همچنین در تیم ملی فوتبال زنان هلند بازی کرده‌است.